# Aleksandr Karelin
Aleksandr Aleksandrovič Karelin (in russo Александр Александрович Карелин?; Novosibirsk, 19 settembre 1967) è un politico ed ex lottatore russo, specializzato nella disciplina della lotta greco-romana. Prima della dissoluzione dell'URSS ha gareggiato per la nazionale sovietica mentre ai Giochi della XXV Olimpiade di Barcellona 1992 ha fatto parte della squadra unificata.
Soprannominato "l'Orso russo", "Alessandro il Grande" e "l'Esperimento", è considerato il più grande praticante di lotta greco-romana di tutti i tempi, come dimostra anche il suo record di 887 incontri vinti e due soli persi e un palmares che conta tre medaglie d'oro olimpiche, nove titoli mondiali e dodici vittorie continentali.

## Biografia
Karelin vinse la medaglia d'oro ai Giochi olimpici nel 1988, nel 1992 e nel 1996; mantenne l'imbattibilità nelle competizioni internazionali dal 1987 al 2000, perdendola durante la finale dei Giochi Olimpici di Sydney contro lo statunitense Rulon Gardner. Negli ultimi sei anni del suo periodo di imbattibilità, Karelin non cedette agli avversari nemmeno un punto.

## Tecnica
Karelin divenne famoso per la cosiddetta "Karelin lift", una tecnica sviluppata con l'aiuto del suo allenatore Victor Kutnetsov e che divenne il suo marchio di fabbrica, che consisteva nell'afferrare l'avversario disteso a terra, sollevarlo di peso e alzarlo in aria sbattendolo poi violentemente contro il materassino. Il fatto che Karelin riuscisse a utilizzare tale mossa su avversari pesanti anche più di 130 kg - prima di lui si vedeva infatti praticamente solo nelle categorie di pesi leggeri - è la testimonianza più evidente della straordinaria forza fisica del russo.

## Palmarès

### Olimpiadi
- 4 medaglie:
  - 3 ori (supermassimi a Seul 1988; supermassimi a Barcellona 1992; supermassimi a Atlanta 1996);
  - 1 argento (supermassimi a Sydney 2000).

### Mondiali
- 9 medaglie:
  - 9 ori (supermassimi a Martigny 1989; supermassimi a Ostia 1990; supermassimi a Varna 1991; supermassimi a Stoccolma 1993; supermassimi a Tampere 1994; supermassimi a Praga 1995; supermassimi a Breslavia 1997; supermassimi a Gävle 1998; supermassimi a Atene 1999).

### Europei
- 12 medaglie:
  - 12 ori (supermassimi a Kolbotn 1988; supermassimi a Oulu 1989; supermassimi a Poznań 1990; supermassimi a Aschaffenburg 1991; supermassimi a Copenaghen 1992; supermassimi a Istanbul 1993; supermassimi a Atene 1994; supermassimi a Besançon 1995; supermassimi a Budapest 1996; supermassimi a Minsk 1998; supermassimi a Sofia 1999; supermassimi a Mosca 2000).

### Mondiali speranze
- 2 medaglie:
  - 2 ori (supermassimi a Colorado Springs 1985; supermassimi a Burnaby 1987).

### Europei speranze
- 1 medaglia:
  - 1 oro (supermassimi a Malmö 1986).

### Campionati sovietici
- 5 medaglie:
  - 4 ori (supermassimi a Tbilisi 1988; supermassimi a Minsk 1989; supermassimi a Chișinău 1990; supermassimi a Zaporižžja 1991);
  - 1 argento (supermassimi a Omsk 1987).

### Campionati della Comunità degli Stati Indipendenti
- 1 medaglia:
  - 1 oro (supermassimi a Rostov sul Don 1992).

### Campionati russi
- 8 medaglie:
  - 8 ori (supermassimi nel 1993; supermassimi a Novosibirsk 1994; supermassimi a Barnaul 1995; supermassimi a Krasnodar 1996; supermassimi a Perm' 1997; supermassimi a Rostov sul Don 1998; supermassimi a Mosca 1999; supermassimi a Voronež 2000).

## Vita politica
Con l'abbandono dell'attività agonistica nel 2000, Karelin si è dedicato alla politica: già nel 1999 e poi nel 2003, unitosi al partito Russia Unita, è stato eletto alla Duma di Stato come rappresentante dell'Oblast' di Novosibirsk. Nel 2007 è stato rieletto alla Duma come rappresentante del Territorio di Stavropol'.